# Abkühlung
Als Abkühlung werden Vorgänge bezeichnet, bei denen ein Gegenstand oder ein System von Gegenständen Thermische Energie verliert. Der Vorgang kann in allen Aggregatzuständen eines Objektes stattfinden. Die Materie kühlt sich exponentiell ab, wenn die Umgebungstemperatur geringer ist als die Temperatur der Materie. Ist die Temperatur größer, handelt es sich um eine Erwärmung. Die Umgebungstemperatur kann auch eine Wärmestrahlung darstellen.

## Theorie (Thermodynamik)
Bei Feststoffen und Flüssigkeiten verläuft die Wärmeübertragung (bzw. der Entzug der Wärme) entsprechend dem Temperaturgradienten. Dabei wirken drei Prozesse in unterschiedlichem Ausmaß:
- Wärmeleitung (vorwiegend bei Feststoffen und Flüssigkeiten)
- Wärmestrahlung (meist schwächer)(in der Natur vor allem Sonneneinstrahlung und nächtliche Abstrahlung)
- Ad- bzw. Konvektion

Das Ergebnis dieser Prozesse ist ein Temperaturausgleich (siehe 3. Satz der Thermodynamik). Er resultiert immer in einer Erhöhung der gesamten Entropie – d. h. einer Umwandlung verschiedener Energieformen in thermische Energie.
In einem abgeschlossenen System ist daher eine durchgängige (Ab)kühlung unmöglich: Die thermische Energie eines nach außen isolierten Systems kann nur steigen, aber nicht sinken. Im technischen Bereich kann z. B. ein Kühlschrank nur seinen Innenraum kühlen, während die Durchschnittstemperatur des gesamten Raumes steigt.
Weitere Einflussgrößen bei Erwärmungs- oder Abkühlungsprozessen sind
- die Konvektion (bei Festkörpern Null, bei Gasen meist hoch, bei Flüssigkeiten im mittleren Bereich)
- der Wärmeleitkoeffizient und die Wärmekapazität
- die adiabatische Abkühlung, beispielsweise in der Erdatmosphäre bei Ab- und Aufwinden
- der mittlere Temperaturgradient der Atmosphäre (durchschnittlich 5–7 °C pro Kilometer) und die Luftfeuchtigkeit
- generell die Gasgesetze und der Joule-Thomson-Effekt
- das mittlere Wetter und der Niederschlag
- die Albedo (Rückstrahl-Koeffizient) des Bodens und der Pflanzen (auch vom Niederschlag abhängig)
- fallweise Prozesse der Kondensation und der Resublimation

## Abkühlungsvorgänge in der Natur
In natürlichen Systemen sind die wirksamsten Formen der Abkühlung
- die nächtliche Abkühlung durch Abstrahlung,
- die Advektion (Kontakt zu kälteren Gegenständen)
- die Abkühlung durch Verdunstung (Entzug der Verdunstungswärme)
- und die Ventilation (Wind, Bewegung).

Die Geschwindigkeit, mit der die Temperatur des Körpers oder Gegenstandes sinkt, hängt ab
- von den äußeren Gegebenheiten (wirksame Temperaturdifferenz, Luftfeuchtigkeit, Strahlungsverhältnisse, Wind, Reibung usw.)
- sowie den thermischen Eigenschaften des Körpers oder Fluids (spezifische Wärme, Oberflächenbeschaffenheit, Porosität usw.),
- und seiner allfälligen Isolation (Boden, Verwitterungs- oder Baumrinde, Fell, Federkleid).

### Nächtliche Abkühlung
In der Nacht sinkt die Lufttemperatur i. a. um einige Grad, in extremen Klimaten – etwa in den Polargebieten oder auch in tropischen Hochgebirgsklimaten – um bis zu 30 °C. Die Ursache hierfür ist die Abstrahlung (Infrarot- oder Wärmestrahlung) des erwärmten Bodens, die besonders bei klarem Himmel wirksam ist. Der tagsüber durch die Sonnenstrahlung erwärmte und am frühen Nachmittag einem thermischen Gleichgewicht zustrebende Boden kühlt sich im Regelfall zwar langsamer als die Luft ab, jedoch rascher als Gewässer. Dadurch kommt es zu thermischen Inversionen bzw. zur Entstehung von lokalen Windsystemen, die den Tagwinden annähernd entgegengesetzt sind (siehe Land-See-Windsystem in der Nähe von Meeresküsten).
Die nächtliche Abkühlung lässt schlagartig nach oder kehrt sich sogar um, wenn am Nachthimmel Wolken aufziehen oder der Taupunkt erreicht ist. Im ersten Fall verringert sich die Abstrahlung, weil die Bewölkung isolierend wirkt; im zweiten Fall wird der Luft die Kondensationsenthalpie der Nebeltröpfchen zugeführt.
Der Unterschied zwischen Tages- und Nachttemperatur wird üblicherweise durch eine Temperaturkurve oder durch Angabe von Maximal- und Minimaltemperatur erfasst. Das Temperaturmaximum tritt in Mitteleuropa um ungefähr 14 Uhr MEZ (bzw. 15 Uhr Sommerzeit) auf, das Temperaturminimum meist kurz vor Sonnenaufgang (siehe auch Morgentau).

Temperaturextreme im Spätsommer 2006

Während der Temperaturverlauf in Bodennähe die erwähnte Amplitude von einigen Grad bis Zehnergrad aufweist, ist die Bodentemperatur schon in einer Tiefe von einigen Zentimetern bereits merklich ausgeglichener. In 1 Meter Tiefe (siehe auch Frosttiefe) oder in Höhlen kann die tägliche, aber auch die jahreszeitliche Temperaturänderung weitgehend verschwinden, was von den Bodeneigenschaften und der Geologie, dem Bewuchs, dem Wassergehalt und dem Klimaverlauf abhängt.
Bei besonderen Wetterlagen kann der Unterschied zwischen Tages- und Nachttemperatur fast null sein, bei Durchzug einer Warmfront sich sogar umkehren. Ein Beispiel einer unüblichen Wetterlage mit außergewöhnlich geringer nächtlicher Abkühlung zeigt die nebenstehende Abbildung.

## Abkühlung durch technische Maßnahmen
In der Technik wird die geplante Abkühlung als Kühlung bezeichnet. Sie kann z. B.
- zur Herstellung eines Zustands von thermischem Gleichgewicht dienen,
- zum Abführen von Reibungs- oder Verlustwärme an bewegten oder sonst wie erwärmten Bauteilen,
- und insbesondere zur Vermeidung von Überhitzung erfolgen.
- Abkühlung kann durch Temperaturmessung festgestellt, durch Thermostaten bzw. Heizung egalisiert oder ihre Wirkung durch Kalibrierung modelliert werden. Konservierungszwecke bei Biomaterial.
- beim Schmelzschleudern werden die höchsten Abkühlraten erreicht ({\displaystyle \approx 10^{7}K/s})
- bei der passiven Abstrahlungskühlung wird Solarenergie mittels Spezialfolien reflektiert bzw. in langwellige Wärmestrahlung umgewandelt und zum Teil durch das atmosphärische Fenster ins Weltall abgestrahlt.[1]

## Belege
1. ↑  Bioinspiriert: „Coole“ Folie entwickelt, wissenschaft.de, 15. Juni 2020